# Frozen Heart
《Frozen Heart》(프로즌 하트←얼어붙은 심장)는 크리스틴 앤더슨로페즈, 로버트 로페즈 작사·작곡의 2013년 디즈니 애니메이션 영화 《겨울왕국》의 노래이며, 얼음 장수 그룹의 영화 프롤로그에서 연주되었다.

## 제작
로페즈의 작사·작곡 듀오는 이 노래가 《덤보》의 《Song of the Roustabouts》, 《인어 공주》의 《Fathoms Below》 등 과거 디즈니 영화의 노래 형태에 기원을 둔다고 설명하였다.

## 한국어 버전
김철한, 박상준, 이상익, 이재호가 부른 한국어판은 가온 차트의 다운로드 서브차트에 등장하였다. 그러나 메인 가온 디지털 차트에는 등장하지 않았다.

## 차트
| 차트 (2013–14)            | 최고 순위 |
| ------------------------- | --------- |
| 대한민국 (가온 국제 차트) | 13        |
| 대한민국 (가온 차트)      | 97        |

## 인증
| 국가                               | 인증 | 판매량/출하량 |
| ---------------------------------- | ---- | ------------- |
| 영국 (BPI)                         | 실버 | 200,000       |
| 미국 (RIAA)                        | 골드 | 500,000       |
| 판매량+스트리밍을 기반으로 한 인증 |      |               |

## 같이 보기
- 겨울왕국 (사운드트랙)